# 危宿钟
危宿钟（1888年—1951年），谱名人先，字爱林，号励藩（凡），江西萍乡湘东区麻山镇新塘村人。保定陆军军官学校第2期步科毕业。国民革命军中将。1951年在镇压反革命运动中被处决。

## 生平
湘军何键系骨干。在保定军校时为何键、刘建绪的学长。1930年6月何键专任第四路军总指挥，将其兼任的第15师中将师长一职让危宿钟升任。
1949年7月在赣西被解放军俘虏。谭余保时任湖南省人民政府副主席。在长沙住院期间，弃保潜逃隐藏。